# 天津権健足球倶楽部の選手一覧
天津権健足球倶楽部の選手一覧は、天津権健足球倶楽部に所属した経験のある選手の一覧。

## 過去に在籍した選手・スタッフ

### 選手

#### GK
|  |  |  |

#### DF
|  |  |  |

#### MF
| - ジャジソン (2016) | - 趙旭日 (2016 - 2018) | - アクセル・ヴィツェル (2017 - 2018) |

#### FW
| - ルイス・ファビアーノ (2016) | - ジェウヴァニオ (2016 - 2019) |  |